# حق رأی سیاه‌پوستان در ایالات متحده آمریکا

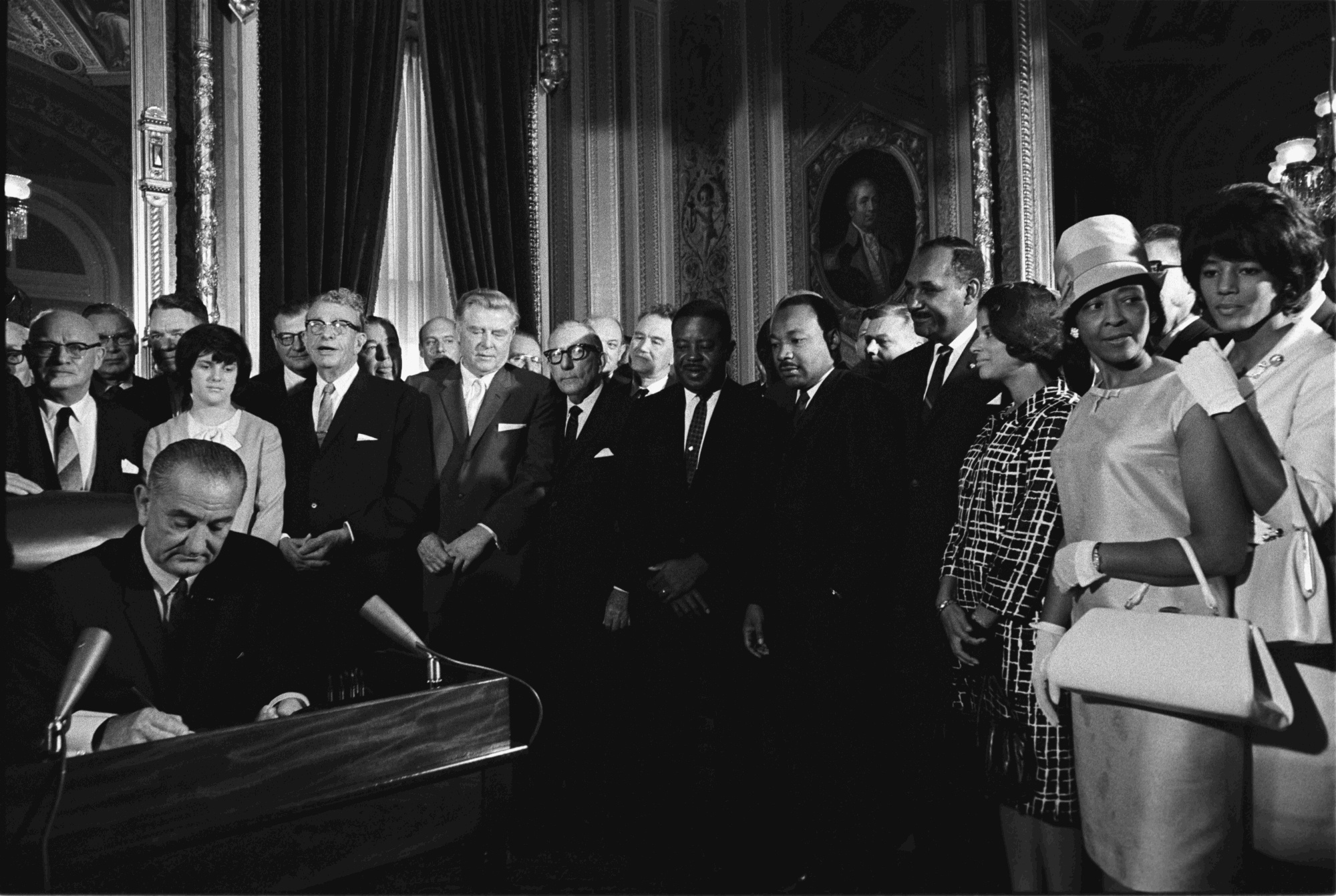
لیندون جانسون قانون حقوق رأی ۱۹۶۵ را امضا می‌کند

تاریخچه حق رأی سیاه‌پوستان در ایالات متحده آمریکا، یا حق رأی آمریکایی‌های آفریقایی‌تبار در انتخابات، پیشرفت‌ها و پسرفت‌های زیادی داشته‌است. قبل از جنگ داخلی و اصلاحات بازسازی قانون اساسی ایالات متحده، برخی از سیاهپوستان در ایالات متحده حق رأی داشتند، اما این حق اغلب کوتاه شده یا سلب می‌شد. پس از سال ۱۸۷۰، سیاه‌پوستان از نظر تئوری در برابر قانون برابر بودند، اما در دوره بین پایان دوران بازسازی و تصویب قانون حقوق مدنی در سال ۱۹۶۴، این قانون اغلب در عمل نقض می‌شد.

## زمینه

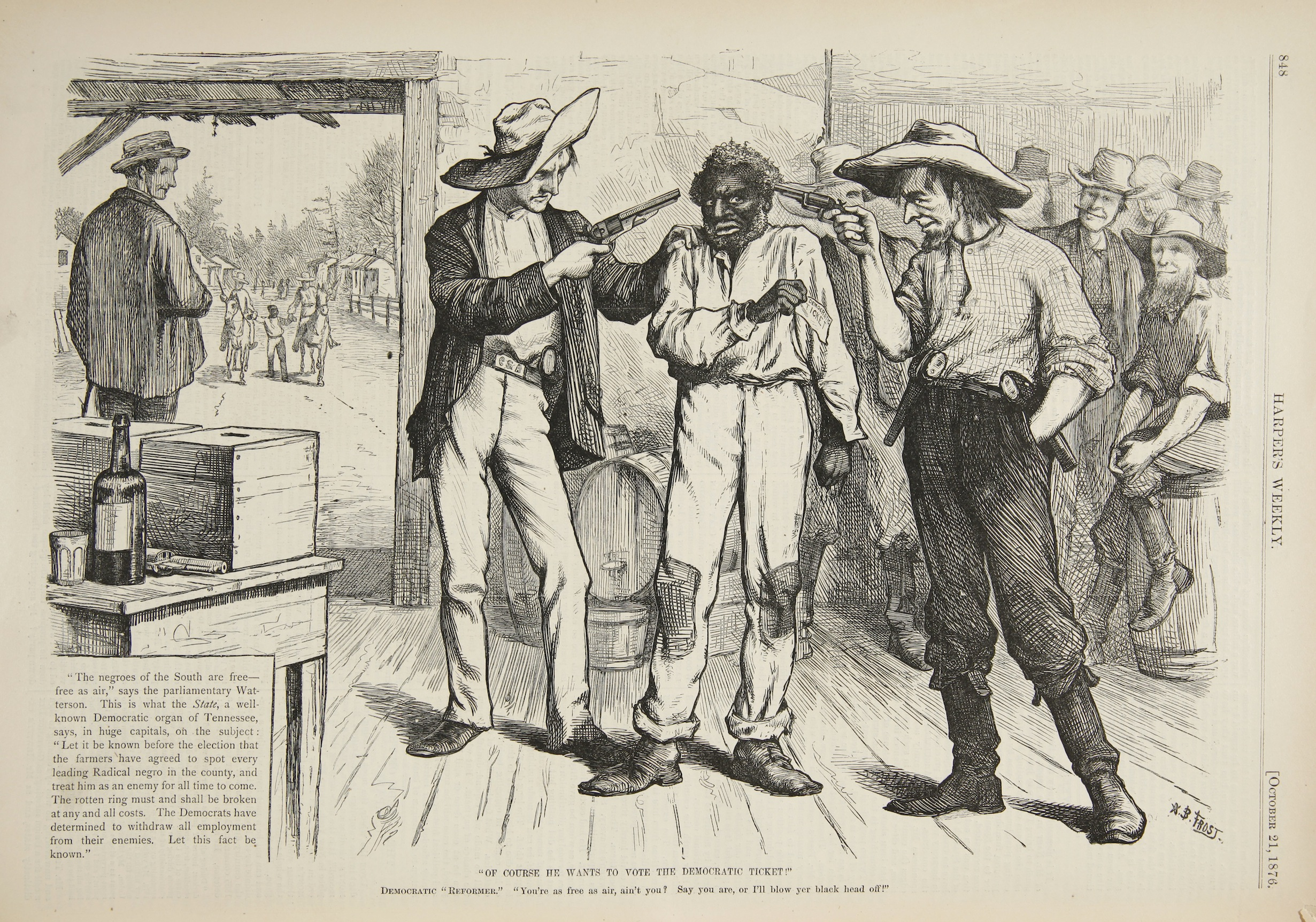
کارتون ۱۸۷۶ که مخالفت با حق رأی سیاهپوستان را نشان می‌دهد

در بدو تأسیس کشور، حق رأی به «آقایان دارای مالکیت و مقام» محدود شد. بیشتر سیاهپوستان دارایی کافی برای رأی‌دهی نداشتند. حذف الزامات دارایی، به منظور برخورداری از حق رأی برای سفیدپوستان فقیر، به این معنی بود که سیاه‌پوستان نیز می‌توانند رأی دهند، بنابراین جستجو برای راه‌های دیگری برای سلب حق رأی آنها آغاز شد. قوانین اولیه حقوقی، مانند قانون تابعیت سال ۱۷۹۰،اعطای تابعیتی را به «فرد سفیدپوست آزاد… با شخصیت» اعطا می‌کرد، بنابراین بردگان، سیاه پوستان آزاد، بومیان آمریکا، خدمتکاران و آسیایی‌ها را مستثنی می‌کرد. با این حال، ایالت‌ها مجاز به اعطای حق رأی در سطح ایالتی بودند. قبل از جنگ داخلی، سیاهپوستان آزاد در نیویورک، نیوجرسی و پنسیلوانیا حق رأی داشتند. با این حال، حق رأی در نیوجرسی (1807) و پنسیلوانیا (۱۸۳۸) لغو شد. قانون اساسی ایالت نیویورک در سال ۱۸۲۱ یک الزام سنگین مالکیت دارایی را بر رأی‌دهندگان سیاه‌پوست تحمیل کرد (فقط) که در واقع تقریباً از همه آنها محروم شد.
در این مدت، طرفداران لغو بردگی به دنبال پایان دادن به برده داری بودند و درخواست برای حق رأی افزایش یافت.تصمیم درد اسکات در سال ۱۸۵۷ بر این باور بود که افراد دارای میراث آفریقایی شهروند ایالات متحده نیستند. به جای حل و فصل موضوع، همان‌طور که رئیس‌جمهور بوکانان امیدوار بود، باعث خشم شد و یکی از عوامل اصلی جنگ داخلی است.
پس از جنگ داخلی، متمم پانزدهم به همه مردان رأی داد، اما در عمل سیاه پوستان همچنان با موانعی روبرو بودند. برخی از " کدهای سیاه " مدت کوتاهی پس از لغو قانونی برده داری به تصویب رسید که به صراحت از رأی‌دهی سیاهان جلوگیری کرد. قوانین اجرایی مجازات‌های فدرال را برای ارعاب رأی‌دهندگان، به ویژه توسط گروه‌های تروریستی سفیدپوست مانند کو کلوکس کلان افزایش داد.
سیاهپوستانی که به دنبال حق رأی بودند، اغلب پس از پایان دوره بازسازی و عدم وجود نیروهای فدرال که حقوق سیاهپوستان را در ایالت‌های کنفدراسیون سابق اجرا می‌کردند، با خشونت و محرومیت از حق رأی مواجه می‌شدند. قتل‌عام کولفاکس در سال ۱۸۷۳ زمانی رخ داد که مردم محلی سفیدپوست با سیاه پوستان و سربازان فدرال بر سر رأی‌دهی سیاهان در گرانت پریش، لوئیزیانا درگیر شدند. در ایالات متحده در برابر کرویکشانک (۱۸۷۶)، دادگاه عالی ایالات متحده برخی از قوانین اجرایی را باطل کرد و حکم داد که دولت فدرال فقط می‌تواند برای جلوگیری از تبعیض توسط بازیگران ایالتی مداخله کند. در ایالات متحده علیه ریس (۱۸۷۶)، دادگاه الزامات رأی‌گیری، مانند آزمون‌های سوادآموزی را تأیید کرد که به صراحت بر اساس نژاد تبعیض قائل نمی‌شوند. قوانین جیم کرو برای اجرای تفکیک نژادی قانونی در سطح ایالتی و محلی در جنوب ایالات متحده در اواخر قرن ۱۹ و اوایل قرن ۲۰ توسط قانونگذاران ایالتی تحت تسلط دموکرات‌های سفیدپوست برای سلب حق رأی و حذف دستاوردهای سیاسی و اقتصادی بدست آمده توسط سیاه پوستان وضع شد.
سیاه پوستان به‌طور مداوم برای غلبه بر این موانع تلاش می‌کردند. گروهی از فعالان سیاهپوست در سال ۱۹۰۵ جنبش نیاگارا را تشکیل دادند و مصالحه بوکر تی. واشینگتن در سال ۱۸۹۵ آتلانتا را سرزنش کردند و اعلامیه ای را صادر کردند که خواستار حق رأی‌گیری مردانه جهانی بود. از جنبش نیاگارا، انجمن ملی پیشرفت رنگین‌پوستان شکل گرفت که در سال ۱۹۱۰ تشکیل شد و حقوق رأی را بیشتر از طریق دادگاه دنبال می‌کرد.

## جنبش حق رأی زنان سیاه‌پوست

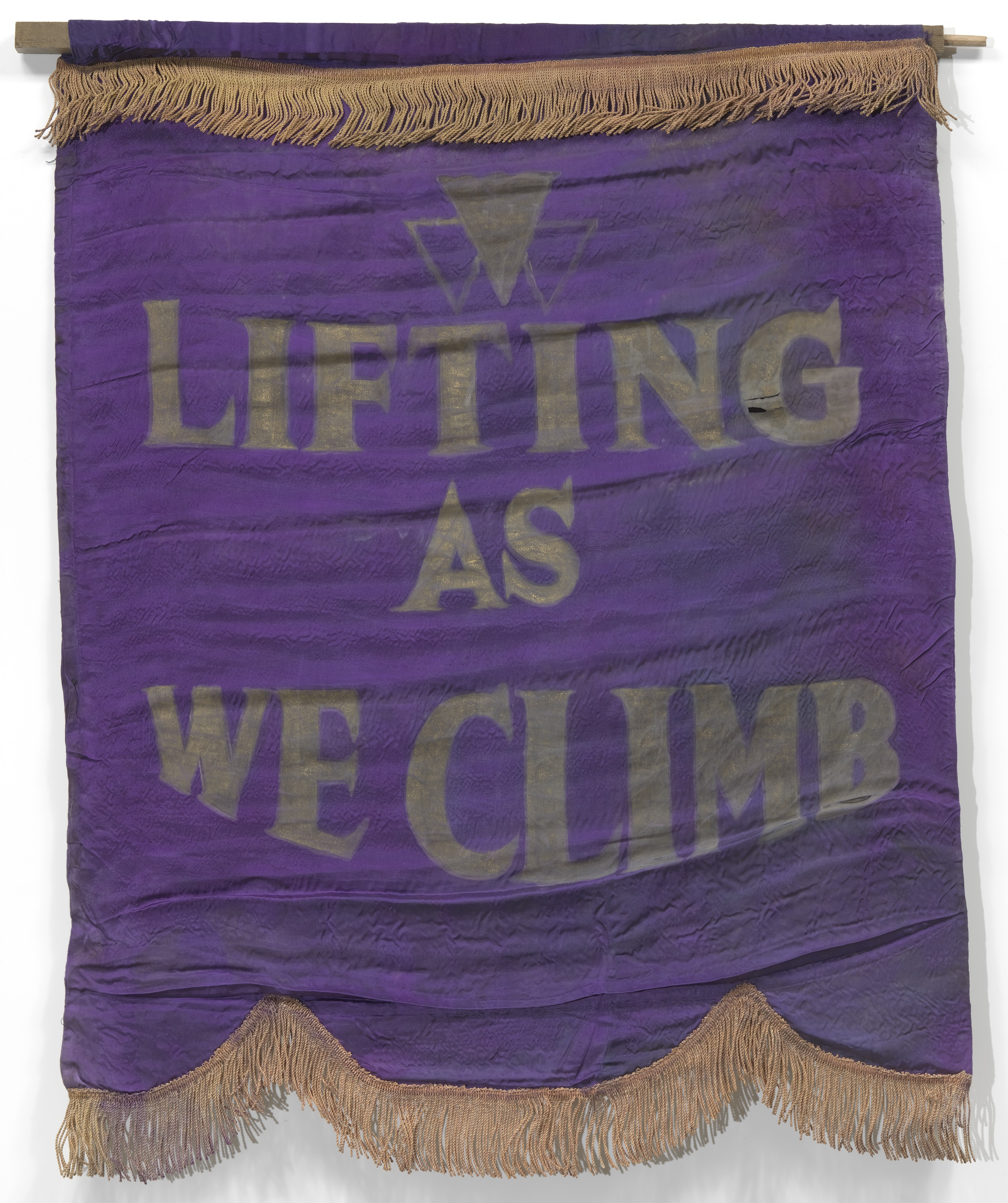
بنر با شعار انجمن ملی باشگاه‌های رنگین‌پوست. مجموعه موزه ملی تاریخ و فرهنگ آمریکایی آفریقایی‌تبار اسمیتسونیان

زنان سیاه‌پوست برای حقوق سیاسی در دهه ۱۸۳۰ در نیویورک و فیلادلفیا شروع به کار کردند. در طول قرن نوزدهم، زنان سیاه‌پوست مانند هریت فورتن پورویس، مری آن شاد کری و فرانسیس الن واتکینز هارپر روی حقوق مدنی سیاه‌پوستان، مانند حق رأی، کار می‌کردند. زنان سیاه‌پوست مجبور بودند برای برابری نژادی و همچنین حقوق زنان مبارزه کنند. آنها اغلب به دلیل نژاد و جنسیت خود به حاشیه رانده می‌شدند. این اعمال منجر به ایجاد گروه‌هایی مانند انجمن ملی زنان رنگین‌پوست شد. زنان سیاه‌پوست با تصویب اصلاحیه نوزدهم قانون اساسی ایالات متحده در سال ۱۹۲۰ حق قانونی رأی را به دست آوردند. با به دست آوردن رأی زنان و تصویب قانون حقوق مدنی، زنان سیاه‌پوست به یک بلوک رأی قدرتمند تبدیل شدند.
حتی با تصویب این اصلاحیه، زنان سیاه‌پوست از رأی‌دهی با استفاده از خشونت و ارعاب بازماندند. زنان سیاهپوست به طرق مختلف به این موضوع اعتراض کردند. برخی از زنان مانند ایندیانا لیتل به سمت دفتر ثبت رأی محلی خود راهپیمایی کردند و خواستار حق رأی خود شدند.